# Mometazon-furoát
A mometazon-furoát 1981-ben szabadalmaztatott, 1987 óta használt glükokortikoid. Jellegzetes sajátossága a 9-es és 21-es pozíciókban található (2') furoát 17-észter gyök és klóratom.

## Készítmények
- Elocom 0,1% kenőcs	 (Schering-Plough)
- Nasonex 0,05% orrspray
- Mometason Sandoz 50 mikrogramm/adag OGYI-T-22340